# Wollsiegel

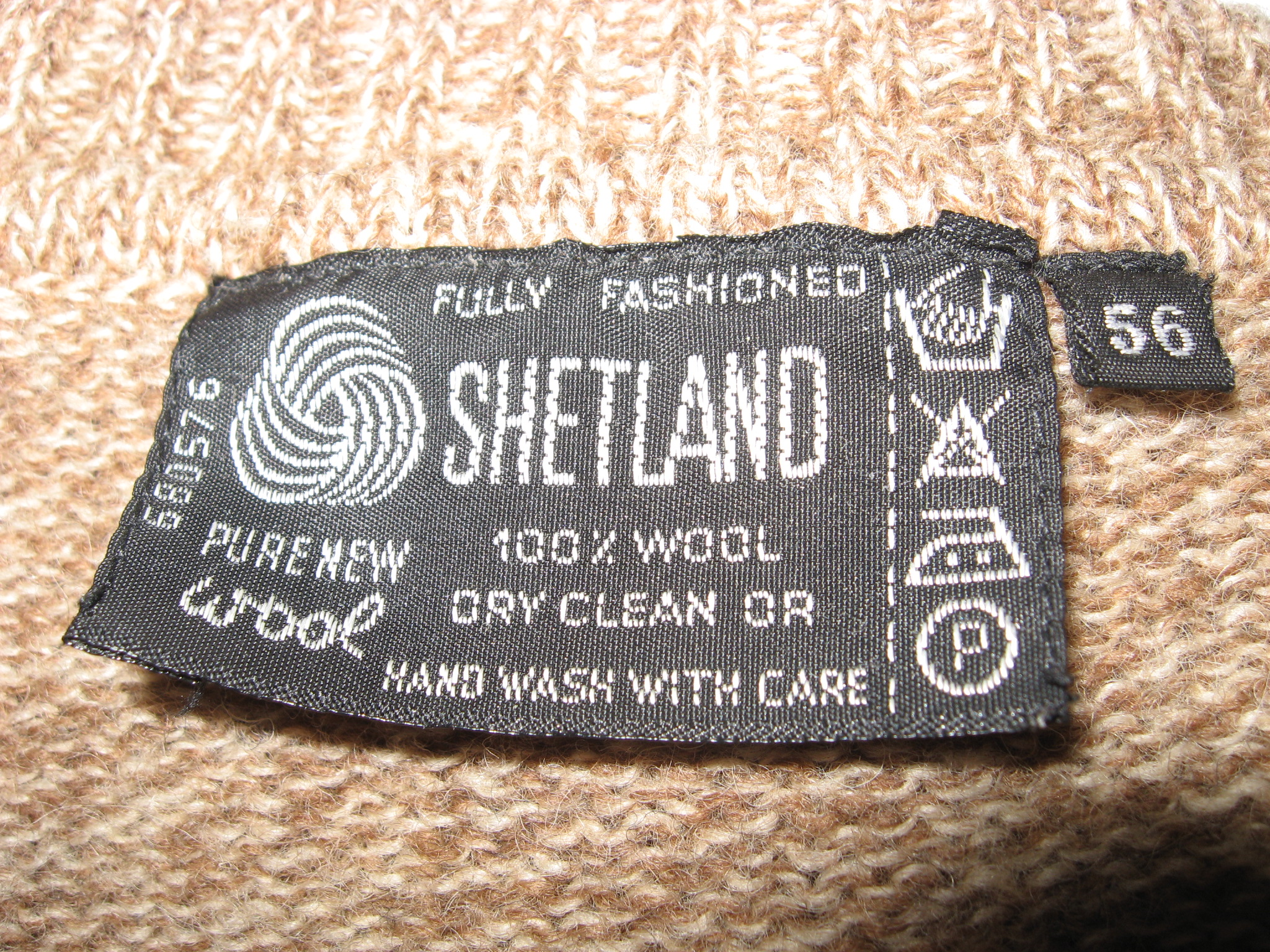
Das Wollsiegel (links) von einem Textilstück (2009)

Das Wollsiegel (englisch Woolmark) ist ein Gütezeichen für Erzeugnisse aus reiner Schurwolle und eine Standardisierung bei der Qualitätskennzeichnung der Textilien. Das Gütezeichen und die Markenrechte übernahm 2001 die Australian Wool Innovation Limited (AWI) mit Sitz in Sydney (Australien), eine Tochtergesellschaft der Woolmark Company Private Limited, die Aufgaben des ehemaligen IWS (Internationalen Wollsekretariats) übernahm. Zu den Aufgaben der Non-Profit-Organisation gehört das Marketing von Schurwolle in den Haupterzeugerländern und die Kooperation mit den Produzenten, Exporteuren, Importeuren und Händlern in den Vertriebsländern. Die Vertretung der Woolmark Company für Deutschland, Österreich und die Schweiz hat ihren Sitz in Bergheim, sowie die Australian Wool Innovation (ehemals Wollsiegel-Verband e. V.) in Düsseldorf.

## Geschichte

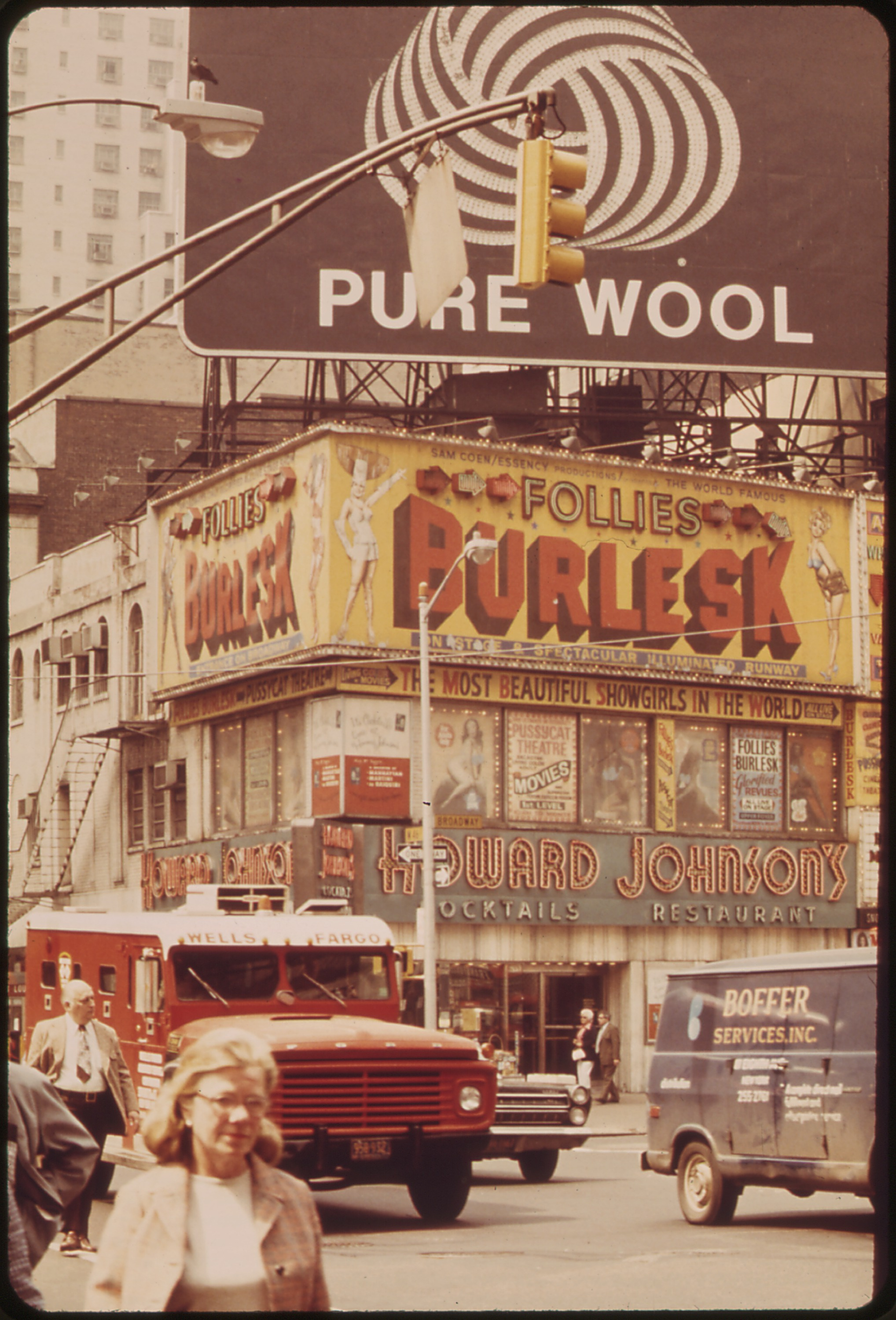
Werbung an einer Hausfront in New York mit dem Wollsiegel (1973)

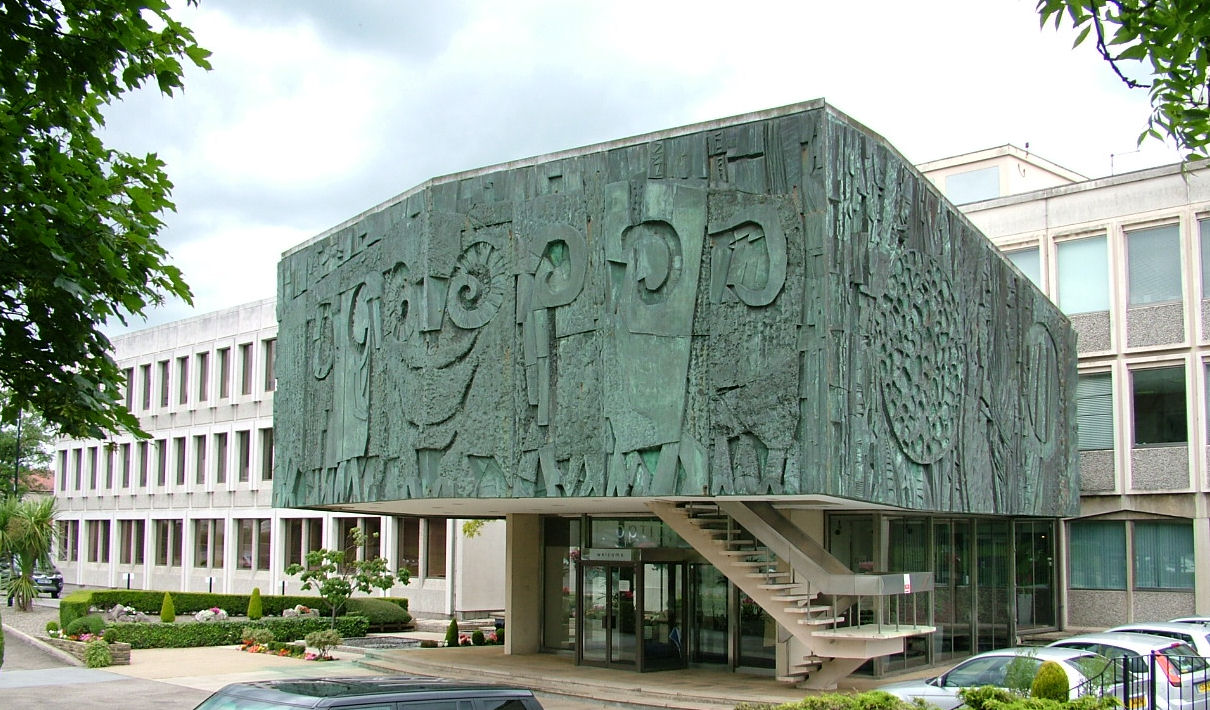
Das Gebäude des Internationalen Wollsekretariats in Ben Rhydding bei Bradford in Großbritannien (2009)

Am 1. Juli 1937 wurde in Melbourne zunächst das International Wool Publicity and Research Secretariat gegründet und kurze Zeit danach in International Wool Secretariat (IWS) umbenannt und mit Sitzverlegung nach London. Das IWS diente der Verkaufsförderung von Schurwolle für Wollerzeuger gegenüber der Konkurrenz der Baumwolle und der Kunstfasern, und der Überprüfung von Forschungen unabhängiger Organisationen wie der Wool Industries Research Association in Torridon, Leeds, Großbritannien. Das Internationale Wollsekretariat war vertreten durch Mitglieder der Wollverbände aus Australien, Neuseeland, Südafrika und – seit 1970 – Uruguay. Bis 1995 erfolgte der Zusammenschluss mit der Australian Wool Research and Promotion Organisation (AWRAP) und der Umbenennung 1997 in Woolmark Company. 1998 wurde diese ersetzt durch die Wool Industry Future Directions Task Force, gefolgt im Jahr 2000 durch das Wool Industry Interim Board. Am 1. Januar 2001 erfolgte die Gründung als gemeinnützige Organisation mit Namen Australian Wool Services Ltd (AWS), mit zwei Tochtergesellschaften, die The Woolmark Company (TWC) für die kommerzielle Entwicklung der Woolmark-Marke und ihrer Untermarken und für die Vermarktung ihres geistigen Eigentums, sowie die Australian Wool Innovation Limited (AWI), die die Erträge aus der Wollabgabe erhält und bei der Forschung und Entwicklung und das Management angesiedelt sind. Ein Jahr später wurde die AWI unabhängig von der AWS und erwarb 2007 die The Woolmark Company (TWC) und die Marke Woolmark.

## Gütezeichen/Gütesiegel
Ein Wollsiegel hat nur Gültigkeit mit einer entsprechenden Prüfnummer (Lizenznummer).
Das international verwendete Wollsiegel der Woolmark Company in Form eines Möbiusbandes entwarf der italienische Grafiker und Designer Franco Grignani (1908–1999) und wurde 1964 zunächst in der Bundesrepublik Deutschland, Großbritannien, Japan und den USA eingeführt und bis 1966 in insgesamt 97 Staaten gesetzlich geschützt. In Wanderausstellungen in Deutschland wurden die Bundesbürger über das Qualitätskennzeichen informiert und die deutsche Tuchindustrie versuchte mit der Einführung des Wollsiegels zudem auf die hohe Qualität der deutschen Produkte hinzuweisen.
Bei der Einführung 1964 galten unter anderem folgende Vorschriften:
- Verwendung nur reiner Schurwolle, wobei Toleranzen für nichtwollene, sichtbare Ziereffekte von 5 % und für einen bei der Herstellung unvermeidlichen Fremdfaseranteil von 0,3 % erlaubt ist.
- Festgelegte Mindestwerte für die Reißfestigkeit
- Festgelegte Mindestwerte für die Farbechtheit
- Jedes Wollsiegel-Erzeugnis trägt ein eingenähtes Wollsiegel-Etikett.

Der Einführungstermin der Wollsiegel-Teppiche beim Einzelhandel war für den 1. September 1965 angesetzt.

### Wollsiegel
Das Wollsiegel (Woolmark) garantiert auch bei Teppichen, dass die Nutzschicht aus reiner Schurwolle (Pure New Wool) besteht und die direkt vom geschorenen Schaf kommt, weder wiederverwertet wurde, noch von toten Tieren entnommen wurde. Diese Wolle darf nur einen Restfettgehalt von 1 Prozent haben. Teppiche mit Wollsiegel müssen mit einem Wollschutzmittel (PCSD/PCAD) behandelt sein.
Das hiervon im Oktober 2012 ergänzte Wollsiegel Gold (Woolmark Gold) ist beispielsweise für Merino-Wolle für zertifizierte Produktionsstätten von Luxustextilien vorbehalten. Weitere geschützte Untermarken mit reiner Schurwolle (Pure New Wool) sind Pure Merino Wool, Merino Extra Fine, Merino Ultra Fine, Australian Merino Wool, Merino Perform, Sheepskin, Cool Wool.

### Combi-Wollsiegel
Das Combi-Wollsiegel (Woolmark Blend) wurde 1971 zunächst als Woolblendmark eingeführt und dann umbenannt, ist ein Gütezeichen für Fasermischungen mit mindestens 50 % Schurwolleanteil und maximal 50 % nichtwollene Fasern, beispielsweise Elastan. Der Schurwolleanteil muss die gleichen Eigenschaften vorweisen wie die von reiner Schurwolle. Bei Teppichen bedeutet dies einen Anteil von über 80 % Schurwolle oder nur das Polgewebe besteht aus 100 % Schurwolle.

### Wollgemisch
Das Wollgemisch-Siegel (Wool Blend) wurde 1999 eingeführt und bedeutet hingegen einen Anteil der Wollwaren zu mindestens 30 Prozent aus Schurwolle mit einer Toleranz von 3 %. Der größte Anteil kann bspw. aus Polyamid sein. Das Siegel ist lizenziert.

## Andere Bezeichnungen
Im Gegensatz zu den mit einem Wollsiegel gekennzeichneten Textilien können Textilien, die mit „Reine Wolle“ oder „100 % Wolle“ gekennzeichnet sind, auch aus Reißwolle (Alttextilien) hergestellt sein.